# Mesoscafo

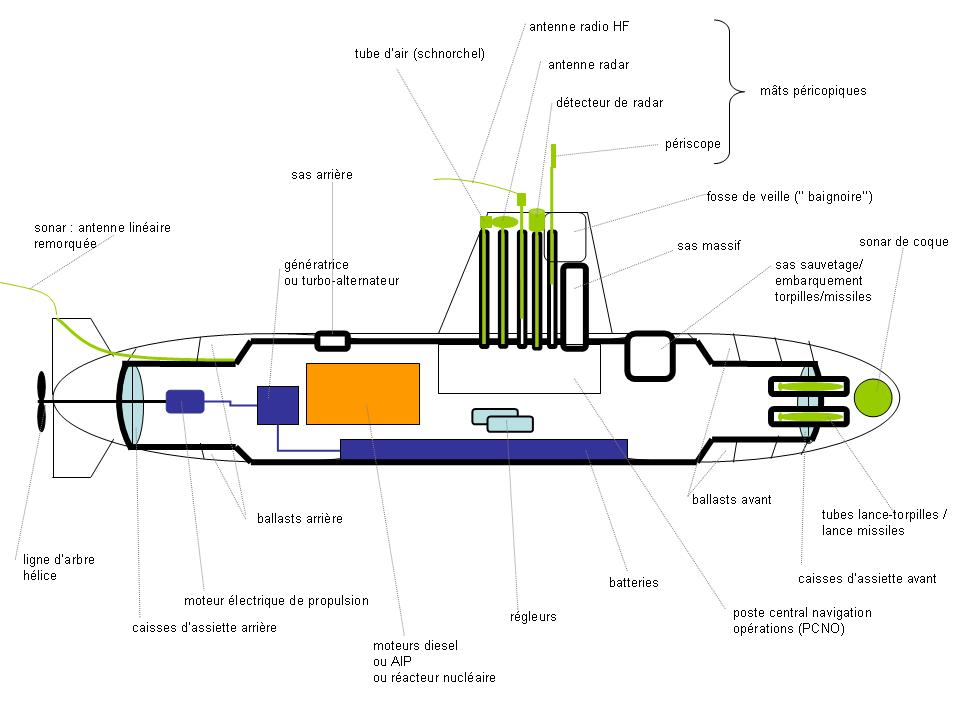
Schema di un mesoscafo.

Mesoscafo è il termine con il quale Jacques Piccard ha chiamato un sottomarino per medie profondità.

Dopo aver fatto l'immersione più profonda della storia, Piccard si è rivolto alla progettazione e costruzione di sottomarini per lo studio e l'esplorazione della piattaforma e la scarpata continentali.

## L'idea di Piccard
Così come era stato concepito nelle idee di Auguste Piccard poi riprese dal figlio Jacques al quale si devono i progetti e un prototipo, il Mesoscafo doveva avere una cabina molto leggera in vetro o in plexiglas, e doveva immergersi grazie alla spinta verso il basso di alcune eliche.

Questa idea presentava non solo una maggiore semplicità tecnica, rispetto ai normali meccanismi di immersione, ma anche un sistema naturale di emersione poiché il sottomarino in caso di guasti alle eliche per il principio di Archimede sarebbe riemerso autonomamente.

## La realizzazione
Jacques Piccard aveva proposto il proprio progetto di mesoscafo alla direzione dell'esposizione nazionale del 1964 a Losanna Expo 64, che in un primo tempo si era mostrata entusiasta.

Quando però il prototipo fu quasi ultimato, gli organizzatori cominciarono a temere per la sicurezza dei passeggeri. Dal momento che non possedeva un diploma di ingegnere, Jacques Piccard venne escluso dal progetto. Il mesoscafo comincerà in seguito le proprie immersioni turistiche solo due mesi dopo l'apertura dell'esposizione, e senza il suo creatore.

Il nome ed il principio della cabina leggera sono stati utilizzati, a tutt'oggi, per tre mesoscafi costruiti in Svizzera:
- Auguste Piccard: è Il primo Mesoscafo costruito, e proprio quello che fu presentato all'esposizione di Losanna nel 1964. Il sommergibile al quale Jacques Piaccard diede il nome del padre, pioniere dell'esplorazione marina, effettuò migliaia di immersioni trasportando circa 30.000 passeggeri prima di essere venduto ad una società americana che ancora (al 2006) lo possiede.
- Forel: è il nome del sottomarino che nel 1979 sostituì l'Auguste Piccard ed è stato battezzato così in onore del medico François-Alphonse Forel. Questo sottomarino fu progettato per immersioni ad una profondità di circa 500 metri, e poteva trasportare un equipaggio di tre persone. Il mesoscafo “F.A. Forel” effettuò centinaia d'immersioni nei laghi svizzeri, nel Mar Mediterraneo e nello stretto di Messina ha raggiunto i 560 metri di profondità; esplorato e mappato chilometri di fondali in numerose immersioni.
- Ben Franklin: con il quale Piccard assieme ad altri ricercatori risalì la Corrente del Golfo percorrendo circa 1.500 miglia marine.